# Alex (papuga)

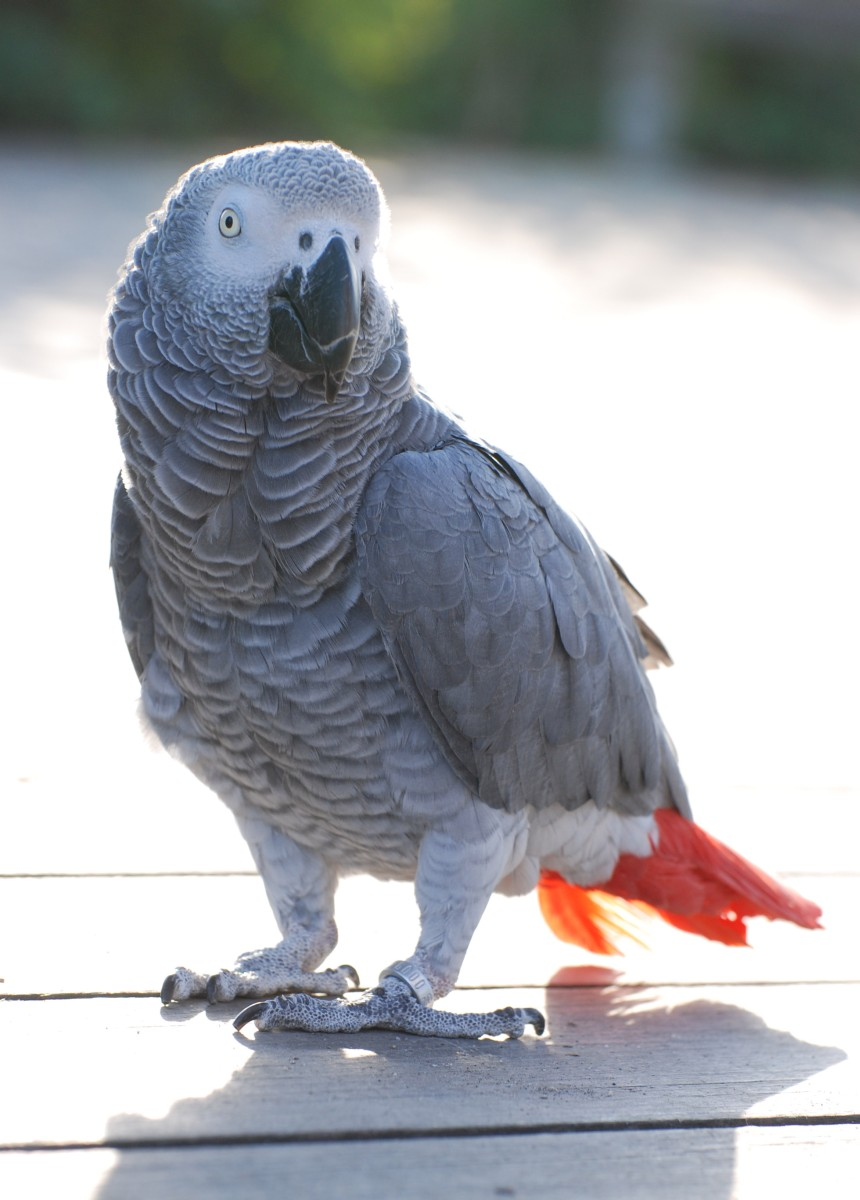
Papuga żako

Alex (1976 – 6 września 2007) – papuga żako, uczestnik trzydziestoletniego (1977-2007) eksperymentu naukowego przeprowadzanego przez amerykańską psycholog Irene Pepperberg początkowo na Uniwersytecie Arizony, później kontynuowanym na Uniwersytecie Harvarda. Pepperberg kupiła Alexa w zwykłym sklepie zoologicznym w Chicago, gdy ptak miał 12–13 miesięcy. Imię Alex jest akronimem od słów Avian Learning EXperiment (eksperyment nauczania ptaka).

## Eksperyment i jego osiągnięcia
Przed rozpoczęciem eksperymentu powszechna była opinia (również wśród naukowców), że ptaki nie mają inteligencji i że potrafią używać słów tylko jako imitacji dźwięków, bez rozumienia ich znaczenia. Praca z Alexem pokazała jednak, że są zdolne do rozumienia tych słów (na co najmniej podstawowym poziomie) oraz potrafią ich używać adekwatnie do zaistniałej sytuacji. Pepperberg uważa, że inteligencja Alexa dorównywała inteligencji pięcioletniego dziecka oraz że w momencie swojej śmierci papuga nie osiągnęła jeszcze szczytu swoich możliwości.
Pepperberg w 2000 roku stwierdziła, że Alex potrafi rozpoznać i rozróżnić pięćdziesiąt przedmiotów, liczyć do sześciu, rozróżniać siedem kolorów oraz pięć kształtów. Alex potrafił też porównywać przedmioty, korzystając z takich słów jak: „większy”, „mniejszy”, „taki sam” czy „inny” oraz określać, czy dany przedmiot jest „nad czymś” czy „ pod”. Papuga korzystała z zasobu około 150 słów. Zdawała sobie sprawę z tego, co znaczą, a także umiejętnie je wykorzystywała; jeśli np. miała ochotę na banana, krzyczała „chcę banana”, a gdy dostała wówczas np. orzecha, patrzyła przez moment w milczeniu, po czym rzucała w badacza podarowanym orzechem i ponownie wykrzykiwała żądanie banana.

## Krytyka
Niektórzy naukowcy są do tej pory bardzo sceptycznie nastawieni do wyników Pepperberg, uważając zdolności Aleksa za typowy przykład warunkowania instrumentalnego.

## Śmierć
Alex umarł nagle 6 września 2007 z nieznanych powodów. Śmierć była kompletnym zaskoczeniem, papuga nie wykazywała żadnych oznak choroby, nie był też ptakiem starym – przeciętnie papugi żako dożywają w niewoli ok. 50 lat.
Ostatnie słowa Alexa przed śmiercią to „You be good. See you tomorrow. I love you”.